# Desglose de guion
El desglose de un guion es un documento muy relevante a la hora de realizar cualquier proyecto audiovisual (película, videoclip, episodio de televisión, anuncio, etc.). Consiste en analizar y hacer un listado detallado y organizado de todos los elementos necesarios para poder producir una escena ya escrita en el guion literario. Es una tarea realizada por el departamento de producción y en ocasiones por los ayudantes de la dirección, generalmente en la industria cinematográfica es realizado por el director de producción. A partir de esta tarea surgen otros documentos imprescindibles para la producción del metraje, como el orden de rodaje o trabajo, o el parte de producción. 

## Fase previa
El primer paso a realizar para tener un desglose completo de un guion es hacer una clasificación dentro del propio guion literario. Consiste en diferenciar entre los diferentes elementos que se detallarán en el desglose del guion. Separaremos los siguientes elementos: Personajes, atrezzo, decoración (escenografía y mobiliario), Fx (efectos especiales analógicos) y peluquería o maquillaje. También se pueden clasificar algunos otros elementos si son realmente relevantes para la escena, como el vestuario, la figuración, vehículos, animales o especialistas. La forma más sencilla de realizar esta tarea es creando una página de guion de colores. Consiste en subrayar con distintos colores los elementos, pudiendo usarse una forma estándar como la siguiente: Personajes en amarillo, atrezzo en naranja, mobiliario en rojo, maquillaje en rosa, etc. Cabe destacar que es realmente importante que el guion tenga una buena descripción de todos los elementos considerados relevantes.

## Partes de una hoja de desglose
Una hoja de desglose de guion tiene siempre unas categorías que se deben rellenar obligatoriamente. Hay distintos modelos de hojas de desglose, pero todas mantienen la misma estructura: se establece un título con la categoría que se debe desarrollar (por ejemplo: título, vestuario, atrezzo…), bajo el título se crea una figura rectangular en blanco para rellenar con los datos necesarios. Existen distintos tipos grupos que incluyen categorías relacionadas.

### Personajes y figuración
Dos columnas más grandes y situadas a la derecha tienen dos títulos: «Personaje» y «Actor». En las filas diferenciadas hay que especificar que personajes aparecen en el guion literario en la escena concreta que se quiere desglosar. A la derecha del personaje hay que escribir el nombre del actor (en las filas bajo el título “Actor”). Hay que citar a todos los personajes que aparezcan físicamente en la escena, no aquellos que son mencionados. A la derecha se sitúan tres columnas de menor tamaño que poseen los siguientes títulos: «Figuración», «Total» y «Vestuario». Bajo el título de figuración no se debe detallar nada, solo se dan cuatro subcategorías que son «Hombres», «Mujeres», «Niños» y «Niñas». En las filas situadas bajo el título «Total» se especifica el número de figurantes que correspondan con la característica escrita a su izquierda. En el título de vestuario se recogen todas las anotaciones sobre el vestuario que los figurantes deben llevar (por ejemplo: si es una película de época se debe detallar qué tipo de prendas llevarán, informando sobre la época, la clase social a la que corresponden, la limpieza, etc.) Además se indica si se requiere o no de dobles de riesgo o de cualquier tipo de especialistas.

### Decoración
Debajo de las anotaciones de personajes y figuración, se sitúan una serie de títulos que hacen referencia a los elementos decorativos: atrezzo, mobiliario y vestuario.
El atrezzo que se necesita detallar en el desglose es todo aquel objeto que tenga un uso destacado dentro de la acción de la escena. Por ejemplo, si una pistola aparece sobre una mesa para que el personaje la guarde en su funda, es un objeto englobado en atrezzo. El guion literario se ve obligado a especificar cómo son estos objetos y si tienen alguna característica relevante (color, suciedad, apariencia, etc.). Estas características se pueden introducir junto al nombre del objeto en el apartado de atrezzo. Además, se puede recordar el número necesario de dichos objetos escribiéndolo entre paréntesis.
El mobiliario es un elemento realmente importante para la escenografía descrita en el guion literario. Si el guion detalla sobre muebles u otros elementos decorativos, habrá que anotarlos en el desglose con sus características relevantes. Si el guion no detalla en exceso, pero da a entender que tipo de decoración crea el escenario, habrá que especificar algunos de esos elementos en este apartado. En exteriores el mobiliario también existe, pudiendo ir desde farolas a vehículos parados.
El vestuario hace referencia a la vestimenta de los personajes que aparecen en pantalla (no de los figurantes). Aquí se especifica cómo van vestidos y sobre todo se busca resaltar si llevan algún tipo de vestuario particularmente importante. Generalmente, se detallan prendas llevadas en la cabeza si las hay, prendas superiores, prendas inferiores y calzado.

### Anotaciones para el equipo técnico
En esta sección se realizan anotaciones para el equipo técnico del rodaje bajo diferentes títulos: «Producción», «Fotografía», «Dirección», «Sonido», «Eléctricos/Maquinistas» y «Maquillaje y peluquería».
No se tiene que recordar lo que el equipo tiene que hacer en el rodaje, sobre eso ya está informado, sino que hay que señalar anotaciones realmente importantes y necesarias para el rodaje porque así lo establece el guion literario. Por ejemplo, en la sección de producción es fundamental señalar que si se graba en un exterior con gente circulando se debe ayudar a la dirección a cortar la calle o que si se graba en una sección de un bosque frondoso se debe contratar un servicio para podar las plantas de la zona donde se graba. Al director de fotografía se le pueden hacer indicaciones sobre el color de la luz o sobre algún tipo de luz que emite un objeto detallado en el guion. En dirección se establecen las anotaciones para el director o para sus auxiliares. Al jefe de sonido o al diseñador de sonido se le recuerda generalmente con el desglose qué sonidos se pretenden grabar en directo porque se consideran imprescindibles para desarrollar la acción. En cuanto al departamento de maquillaje y peluquería, suelen ser características sobre peinados o maquillaje muy detalladas en el guion literario que necesitan ser anotadas en el desglose. Los eléctricos y maquinistas pueden tener distintos tipos de anotaciones en el desglose, pero la mayoría hacen referencia a algún tipo de maquinaria necesaria por obligación por la producción que se puede ver reflejada en el guion o no.
Junto a estas anotaciones, el desglose recoge también dos últimas secciones dedicadas a vehículos y a efectos especiales. En cuanto a vehículos, se anotan todos aquellos vehículos que figuran en escena y que por lo general están en movimiento. En esta sección se especifica qué tipo de vehículo es y algunas de sus características (color, estado, tamaño, época…). Por otro lado, en efectos especiales se señala y recuerda aquellos efectos analógicos que aparecen en la escena. Puede ir desde explosiones, humo, lluvia, etc. No se recogen los efectos introducidos en la posproducción, ya que estos se recogen en documentos aparte.

## Parte superior del desglose
Para facilitar la labor de organización de la persona encargada del desglose del guion, en la parte superior de la hoja de desglose se detallan los títulos del guion y de la secuencia desglosada (puede ser la ESC. del guion), si se trata de un exterior o de un interior, si es de día o de noche y la decoración o localización. En este último punto se debe anotar tanto el nombre de la escena tal y como viene en el guion, junto a la localización real planteada para el rodaje (por ejemplo: «Camino del bosque / Bosque de la Herrería zona 01 camino»). Debajo de estas anotaciones se pide una descripción de la acción. Se trata de una muy breve anotación de la acción tal y como se desarrolla en el guion literario, especificando un poco los personajes que aparecen y la acción relevante que desarrollan. 